# Kazuka Minami
 (mars 2018).
Pour les articles homonymes, voir Minami (homonymie).
Kazuka Minami (南かずか, Minami Kazuka) est le nom de plume de Haruka Minami (みなみ遥, Minami Haruka), une mangaka née le 12 février dans la préfecture de Fukushima, au Japon.
Elle est une référence du yaoi au Japon, dans la catégorie shota-mono (genre pornographique autorisé au Japon à condition que les personnages soient fictifs), avec ses histoires d'amours avec ou entre jeunes garçons. La douceur de ses traits rend les ouvrages charmant, mais ces récits contiennent aussi des scènes de sexe explicites.

## Biographie
Haruka Minami est née dans la préfecture de Fukushima, au Japon.
Elle commence par publier des publications amateurs[Quand ?] sous son nom de plume Kazuka Minami (南かずか, Minami Kazuka). Elle est aussi connue sous les pseudonymes « MECCA » ou « Panis AngeLics ».

## Œuvre

### Doujinshi
- 1991 : Zetsuai Bronze dj - Daisuki! 2
- 1993 : Zetsuai Bronze dj - Sasayakana Yuuwaku
- 1994 : Sailor Moon dj - Sky Fish, Sea Bird
- 1995 :
  - Gundam Wing dj - Baby Pink
  - Sailor Moon dj - Crystal Planet H&M
- 1996 :
  - Gundam Wing dj - Crystalize
  - Sailor Moon dj - Colorful Moon 8 shorts
- 1997 : Gundam Wing dj - I Wonder
- 1998 : Gundam Wing dj - Monopolize
- 2000 :
  - Digimon Adventure 02 dj - Prime
  - Digimon Adventure 02 dj - Porcelain
- 2002 : Strip
- 2003 : Sweet Meats
- 2004 : Sweet Erogenous
- 2005 :
  - Hyper Eroticism Fanbook
  - Love Material
- 2006 :
  - Love Cure
  - Love Sweat
  - Love Pet
- 2007 :
  - Love Healing
  - Love Kitchen

### Manga
- 1997 :
  - Strawberry Children (ストロベリー・チルドレン?), 4 volumes chez Kousai Shobou.
- 2000 :
  - Egoist Clergyman (エゴイストな聖職者, Egotist na Seishokusha?), 1 volume chez Tokuma Shoten.
- 2001 :
  - No Toy (?), 1 volume chez Taiyou Tosho.
  - Applicant Lover (コイビト志願, Koibito Shigan?), 1 volume chez Biblos (republié chez Libre Publishing en 2006).
- 2002 :
  - The Forbidden Sweet Fruit (禁断の甘い果実, Kindan no Amai Kajitsu?), 1 volume chez Biblos (republié chez Libre Publishing en 2007).
  - Capturing the Lambs (仔羊捕獲ケーカク!, Kohitsuji Hokaku Keikaku!?), 3 volumes chez Tokuma Shoten.
- 2003 :
  - L'Amour à la carte! (レンアイ・アラカルト!, Renai à la Carte!?), 1 volume chez Biblos (republié chez Libre Publishing en 2007).
  - A Pair of Lovers (背徳のラブシック, Haitoku no Love Sick?), 1 volume chez Biblos.
- 2004 :
  - My Paranoid Next Door Neighbor (en) (隣の部屋のパラノイア, Tonari no Heya no Paranoia?), 1 volume chez Tokuma Shoten.
  - To You So Far Away (最果ての君へ, Saihate no Kimi e?), 1 volume chez Biblos (republié chez Libre Publishing en 2015).
- 2005 :
  - Drunken Love (君で溺れた後は, Kimi de Oboreta Ato wa?), 1 volume chez Biblos (republié chez Libre Publishing en 2008).
  - Skin Cream de Nurashite (スキンクリームで濡らして?), 1 volume chez Tokuma Shoten.
  - Dangerous school counselor (危険な保健医カウンセラー, Kiken na Hokeni Counselor?), 1 volume chez Kadokawa Shoten.
  - Flowery Virgin Soil (花色バージンソイル, Hanairo Virgin Soil?), 1 volume chez Biblos (republié chez Libre Publishing en 2008).
  - Love me Exclusively (専属で愛して, Senzoku de Aishite?), 1 volume chez Libre Publishing.
- 2006 :
  - Honey Boys Spiral (蜜的男子, (ハニーボーイズ) スパイラル?), 1 volume chez Tokuma Shoten.
  - Junk! Boys (Junk!Boys?), 1 volume chez Biblos (republié chez Libre Publishing).
  - The Way to Discipline the Insolent Him (フラチな彼のしつけ方, Furachi na Kare no Shitsukekata?), 1 volume chez Kadokawa Shoten.
  - Child Epicurean (チャイルド・エピキュリアン?), 1 volume chez Sanwa Shuppan.
  - The Sweet Sweet Taste of Him (SWEET 彼の甘い甘い味, Sweet - Ano Amai Amai Aji?), 1 volume chez Biblos (republié chez Libre Publishing en 2007).
  - Making Love Like Newlyweds (Shinkon Gokko de Itoshite?), 1 volume chez Sanwa Shuppan.
- 2007 :
  - Love Rental
- 2008 :
  - S Warning (Ｓ化注意報！, S-ka Chūihō!?), chez Frontier.
  - Tactics for Square Love (2乗な恋の駆け引き, Nijou na Koi no Kakehiki?), 1 volume chez Libre Publishing.
  - Bitter (BITTER ～彼の密やかな接吻～, Bitter ~Kare no Hisoyaka na Seppun~?), 1 volume chez Libre Publishing.
  - Tear Drop (桐ノ学園シリーズ, Kiri no Gakuen?), 1 volume chez Kadokawa Shoten.
  - Mayoeru Shomin Ai no Te o (迷える庶民に愛の手を?), 1 volume chez Kadokawa Shoten.
- 2009 :
  - Husband, Honeymoon (旦那様と蜜月中♥, Danna-sama to Mitsugetsuchū?), 2 volumes chez Libre Publishing.
  - The Refractive Index of Childhood Friends (幼なじみ屈折率。, Osananajimi Kussetsuritsu.?), 1 volume chez Libre Publishing.
  - M Warning! (M化注意報！, M-ka Chuuihou!?).
  - I Will Take Care of Your Bud! (あなたの蕾をお世話します!, Anata no Tsubomi o Osewa Shimasu!?), 1 volume chez Libre Publishing.
- 2010 :
  - Pinkless na Kare (ピンクレースな彼, Pinkuressu na Kare?), 1 volume chez Tokuma Shoten.
  - Me and Her (私と彼女。, Watashi to Kanojo.?), 1 volume chez Ichijinsha.
- 2012 :
  - Sexy Aroma Night (SEXY♥アロマ♥NIGHT?), 1 volume chez Libre Publishing.
  - Love Aroma Body (LOVE♥アロマ♥BODY?), 1 volume chez Libre Publishing.
- 2013 :
  - Toushu-sama wa Itazura ga Osuki (当主様は悪戯がお好き?), 1 volume chez Kadokawa Shoten.
  - Momomimi Pheromone (もも耳♥フェロモン?), 2 volumes chez Libre Publishing.
  - Koyoi wa Kimi ni Uete Iru (今宵はキミに飢えている?), 1 volume chez Kadokawa Shoten.
- 2014 :
  - Shitagokoro Internship Sengen (下心インターンシップ宣言?), 1 volume chez Libre Publishing.
- 2015 :
  - Yosomi Nante Shinai de (よそ見なんてしないで?), pré-publié dans Be x Boy Gold.
  - Sankaku Love Home (さんかくラブ・ホーム?), 1 volume chez Libre Publishing.
- 2016 :
  - Suki Kirai... Suki. (すき キライ...好き。?), 1 volume chez Kadokawa Shoten.
- 2017 :
  - Junjou Yankee, Choukyou Chuu. (純情ヤンキー、調教中。?), 1 volume chez Kadokawa.
  - Aisaretatte Nugimasen. (愛されたって脱ぎません。?), 1 volume chez Libre Publishing.
- 2018 :
  - Aisaretatte Nugimasen. - Pantsu no Naka wa Tachiirikinshi! - (愛されたって脱ぎません。~パンツの中は立ち入り禁止! ~?), 1 volume chez Libre Publishing.

### Collectif
- 2006 : J-BOY by Biblos.
- 2007 : Yuri Hime Wildrose
- 2015 : Tsundere Uke ga Mechakuchani Okasareru Hon
- 2016 : Seikaku Warui Uke ga Guzuguzuni Nakasareru Hon

## Sources
- (ja) Cet article est partiellement ou en totalité issu de l’article de Wikipédia en japonais intitulé « みなみ遥 » (voir la liste des auteurs).